# SEAFOX

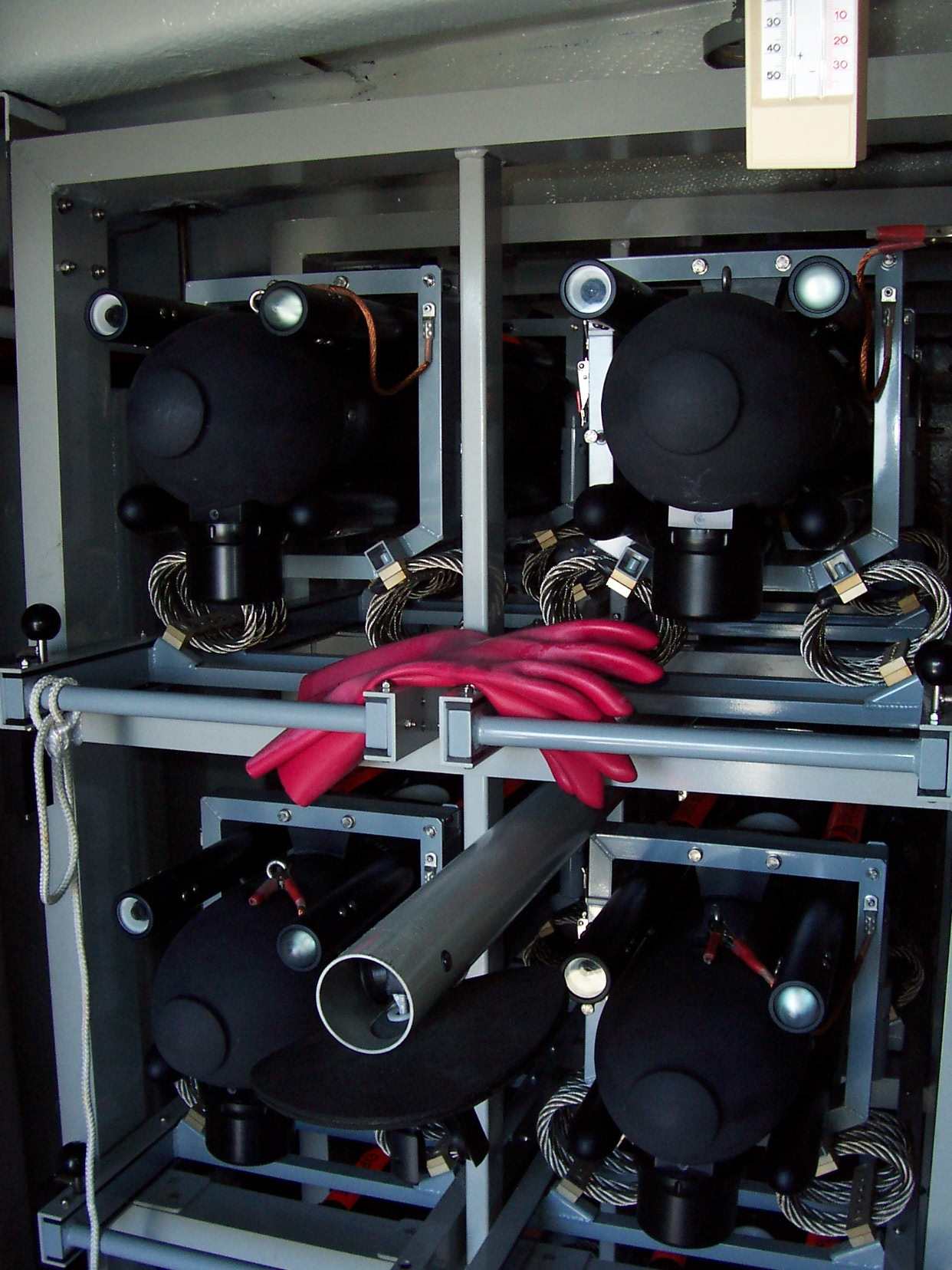
SEAFOX C

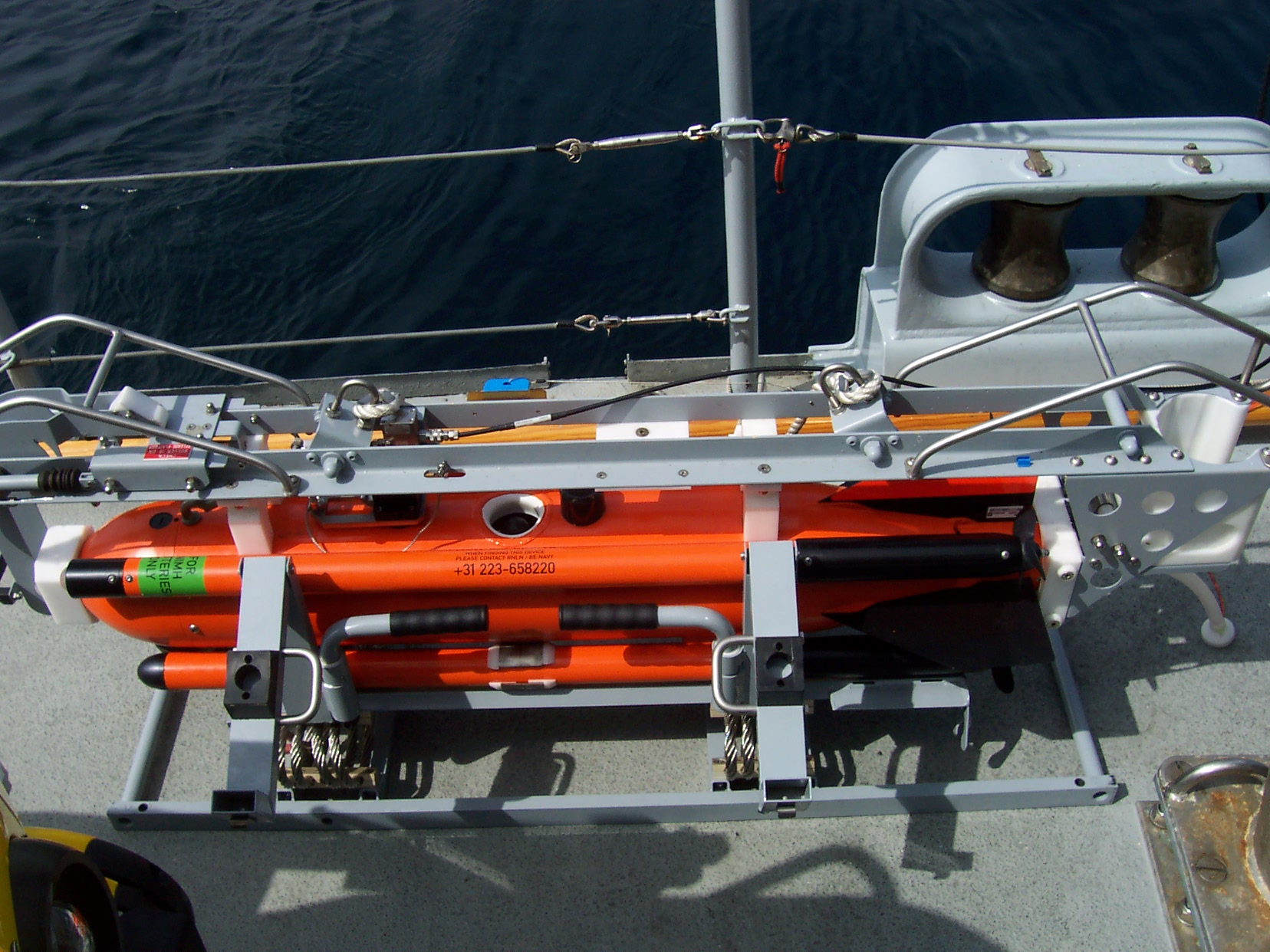
SEAFOX I in lanceermechanisme

De SEAFOX is een mijnenjaagsysteem dat gebruikt wordt om zeemijnen te bestrijden. De SEAFOX werd ontwikkeld door de Duitse firma Atlas Elektronik. 
De SEAFOX valt onder de categorie van onbemande vaartuigen of Remotely operated vehicle (ROV). Dit wil zeggen dat ze op afstand vanaf een speciaal ontworpen console bediend wordt.

## Eigenschappen
De SEAFOX is een torpedoachtig vaartuig van 1,3m lang en weegt 40kg. Ze is voorzien  van een holle lading in haar neus. Deze holle lading gaat af wanneer de SEAFOX tegen de zeemijn aanvaart. De bedoeling is de zeemijn mee tot ontploffing te brengen wanneer de SEAFOX zichzelf vernietigt. Daarnaast is ze uitgerust met een kleine sonar, een echolood, een camera en spot om de onderwaterbeelden te verlichten.

## Varianten
Er bestaan drie varianten van de SEAFOX. De SEAFOX C (combat), zwarte kleur, is een op afstand bestuurde mijn die gebruikt kan worden voor de identificatie en vernietiging van zeemijnen. De SEAFOX I (identification), oranje kleur, is de oefenvariant van de SEAFOX C. Deze is niet voorzien van een holle landing en wordt gebruikt bij het oefenen van mijnbestrijdingswerkzaamheden of voor de identificatie van verdachte voorwerpen onder water. De SEAFOX T (training), gele kleur, is de combinatie van de twee bovenvermelde. 
De SEAFOX maakt deel uit van een mijnbestrijdingssysteem aan boord van een mijnenjager. Ze kan zowel manueel als autonoom werken. In manuele modus wordt ze met behulp van een joystick bestuurd. In autonome modus vindt ze zelf haar weg naar een eerder geïdentificeerde mijn waarna ze deze automatisch vernietigt. De SEAFOX kan zowel worden ingezet tegen zwevende zeemijnen als zeemijnen die zich op de bodem bevinden.
Voor het transport en opslag van de SEAFOX (C en I variant) zijn er speciale aluminium containers/pallets ontwikkeld (geschikt voor zowel op land als op zee). Deze zijn ontwikkeld door de Nederlands firma Airborne Composites B.V. en worden door NOVEK Constuctions B.V. vervaardigd. Zij zijn ook de producent van de SEAFOX lanceermechanisme.

## Toepassing
In 2001 leasde de Britse Royal Navy enkele Seafox drones voor gebruik tijdens de Irakoorlog, en in 2011 in Libië. 